# شهرآورد دلا کاپیتاله
شهرآورد دلا کاپیتاله (فارسی: شهرآورد پایتخت) یا شهرآورد رم که Derby Capitolino (شهرآورد کاپیتالینو) و Derby del Cupolone (شهرآورد دل کوپولونه) نیز نامیده می‌شود، مسابقهٔ فوتبال بین دو باشگاه مطرح شهر رم یعنی آ. اس. رم و لاتزیو می‌باشد.
این دو تیم اولین بار در تاریخ ۸ دسامبر ۱۹۲۹ در مقابل یکدیگر قرار گرفتند که در آن بازی تیم آ. اس. رم با نتیجهٔ یک بر صفر تیم لاتزیو را شکست داد.
دو تیم آ. اس. رم و لاتزیو در هر سال حداقل ۲ بار در قالب مسابقات سری آ به مصاف یکدیگر می‌روند. 
در بازی آخر دو تیم، تیم فوتبال آ. اس. رم موفق شد تیم فوتبال لاتزیو را با نتیجه ۲ بر ۰ شکست دهد
دربی رم به دلیل هواداران تیفوسی هر دو باشگاه علاوه بر اینکه  حوادث زیادی را رقم زده ، نگاه تعصب دار هواداران برای هر دو باشگاه بسیار سنگین است. به عنوان مثال وقتی  لاتزیو در فصل ۲۰۰۰_۱۹۹۹ قهرمان لیگ شد  آ.اس. رم  مجبور شد برای آرام کردن هوادارنش  با صرف هزینه های زیاد تیم را برای قهرمانی ببندد  که  از قضا بخت با  این تیم یار بود و فصل ۲۰۰۱–۲۰۰۰  رم قهرمان لیگ شد.